# SN 2003fa
SN 2003fa – supernowa typu Ia odkryta 1 czerwca 2003 roku w galaktyce M+07-36-33. W momencie odkrycia miała maksymalną jasność 18,60m.